# Cheval sans papiers
Vous lisez un « bon article » labellisé en 2015.

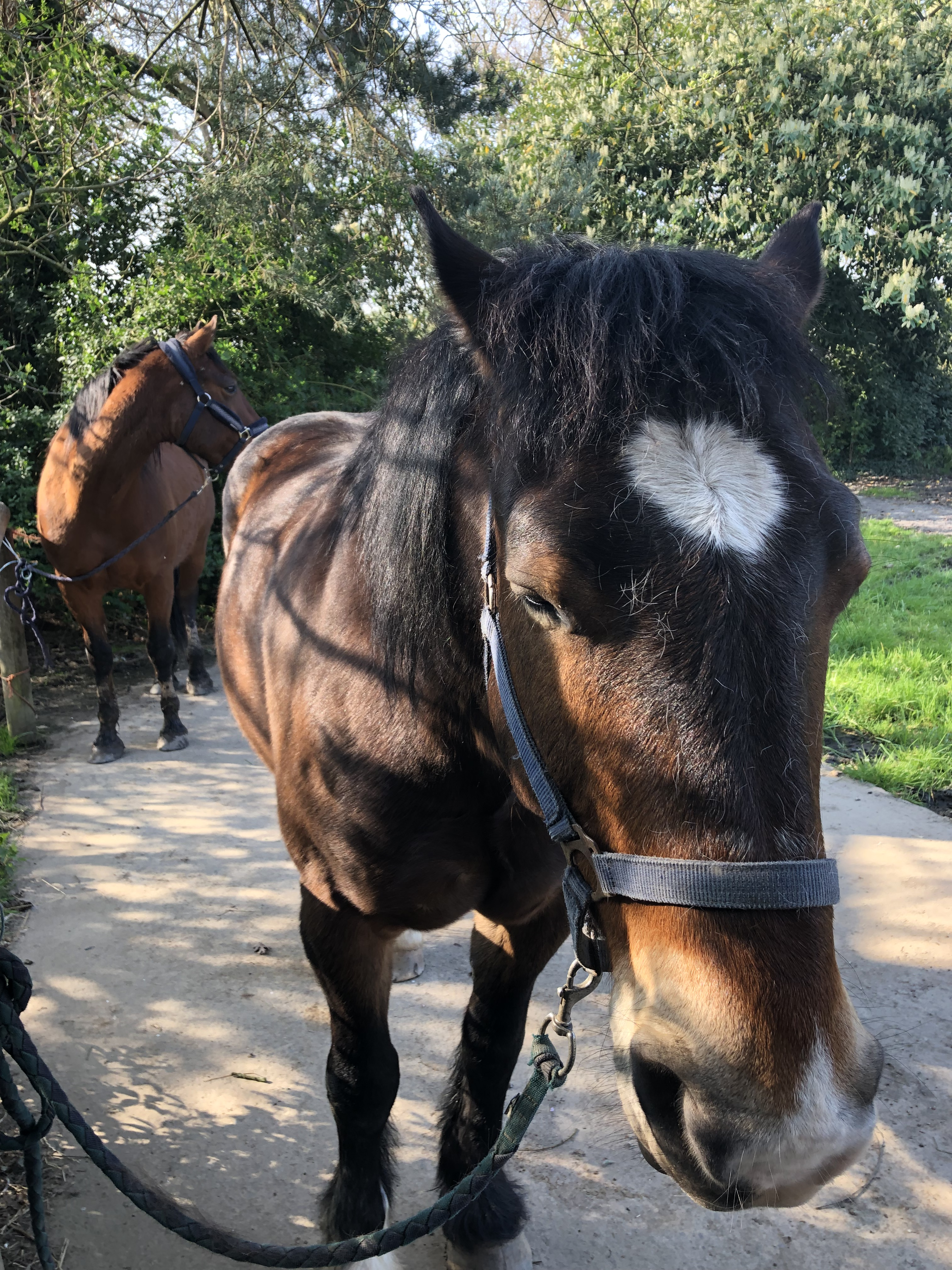
Cheval hongre demi-trait d'origine non-constatée, dans une ferme équestre.

La notion de cheval sans papiers désigne des chevaux et des poneys dont la race et/ou l'origine exacte sont inconnues et, par extension, des équidés qui ne disposent d'aucun document officiel et ne sont inscriptibles dans aucun stud-book. Elle est comparable à la situation d'autres animaux domestiques tels que les chiens bâtards et les chats de gouttière. Les chevaux sans papiers peuvent être issus de croisements très divers, ou encore être des animaux issus de deux reproducteurs de race, mais qui ne respectent pas le standard de celle-ci. Beaucoup moins chers à l'achat que les chevaux pleins papiers, ils sont généralement dévalorisés par les professionnels de l'équitation et sur le marché de l'élevage.
Ils sont le plus souvent employés comme chevaux de loisir et d'instruction dans des centres équestres et chez des particuliers. Ils sont extrêmement nombreux de par le monde, la plupart des chevaux ne disposant théoriquement pas de documents d'identification officiels. Leur présence pose des problèmes en matière de droit et de traçabilité, notamment en cas de vente, d'abattage ou de vol. Certains pays comme la France tentent de réguler leur présence sur leur territoire, en adoptant des lois pour obliger à l'identification des équidés.

## Définition

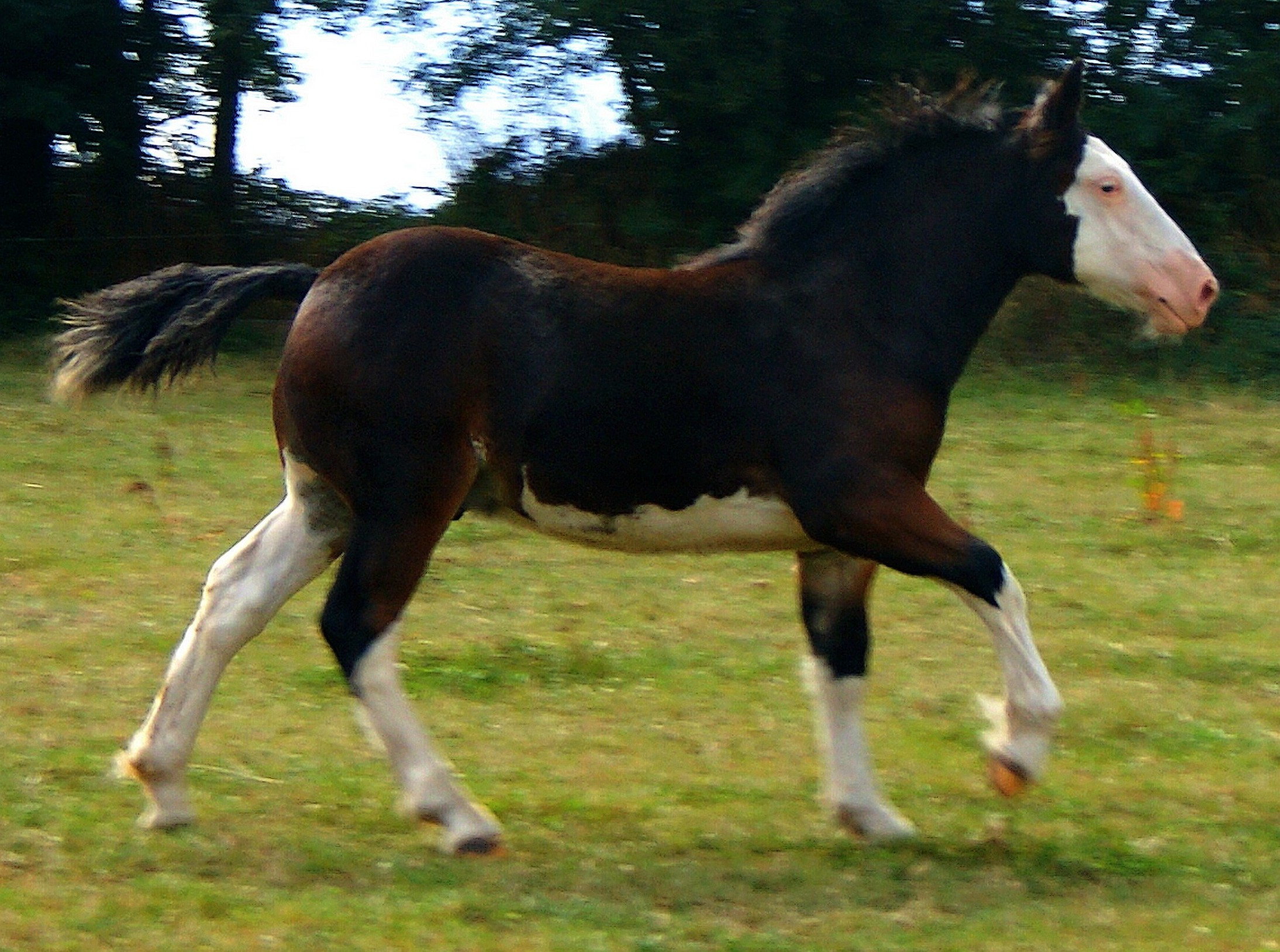
Ce poulain Breton très marqué de blanc a été privé de ses papiers du stud-book breton, car il ne répond pas au standard de sa race.

On parle de « cheval sans papiers » en premier lieu lorsque l'animal ne dispose pas de documents officiels démontrant ses origines. Il est nommé « cheval pleins papiers » lorsqu'il en dispose, et « cheval demi-papiers » lorsque seul l'un des parents est connu. Il est par conséquent impossible de définir une morphologie, une robe ou un caractère type du cheval sans papiers, puisque tout est possible. Dans les pays anglophones, l'équivalent de la notion de cheval sans papiers est celle de « Grade Horse ».
Il arrive de parler de cheval sans papiers pour désigner un animal dont les deux parents sont connus et pleins papiers, mais de deux races différentes dont le croisement n'est pas reconnu. De même, certains chevaux peuvent être privés de leurs papiers s'ils ne rencontrent pas les critères du standard de leur race, par exemple s'ils présentent trop de blanc dans le cas d'un cheval de race bretonne. Comme pour les êtres humains, l'absence de tout document officiel permettant de donner des indications fiables sur le cheval conduit à le qualifier de « sans papiers ».
Les procédures et délais d'enregistrement imposés pour faire entrer un poulain dans un stud-book peuvent aussi faire qu'un cheval « de race » devienne sans papiers. Ces chevaux sans papiers présentent alors une morphologie et des caractéristiques typiques (ou très proches) de la race à laquelle ils auraient dû appartenir, comme le Pur-sang ou l'Arabe. Dans le monde équestre, les chevaux sans papiers ont tendance à être dévalorisés et mal considérés, bien qu'ils puissent présenter des qualités comparables (voire supérieures) à celles des chevaux pleins papiers.

## Histoire et formalisation

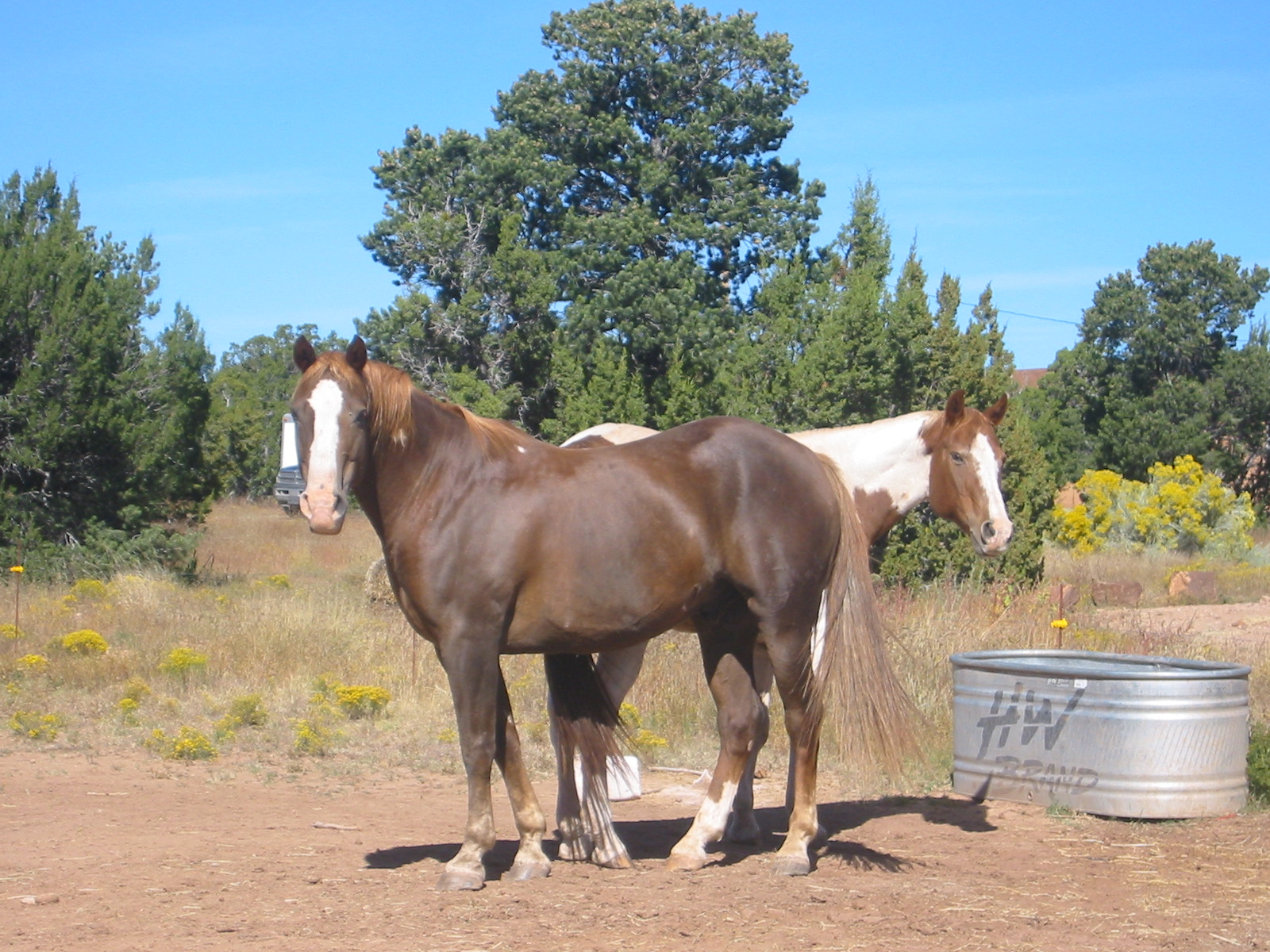
Chevaux américains sans papiers issus de croisements entre Quarter Horse et Paint Horse.

Il est presque impossible de trouver des données historiques relatives aux chevaux sans papiers. L'enregistrement des chevaux dans des studbooks et l'importance accordée aux données généalogiques et à la traçabilité dans les pays développés représentent un phénomène récent. La notion de « cheval sans papiers » est elle aussi très récente. Les chevaux sans papiers sont nombreux de par le monde. Dans les seuls États-Unis, en 1981, l'ensemble des chevaux sans papiers est plus nombreux que l'ensemble des chevaux de race enregistrés dans un studbook, toutes races confondues. En France, pour réduire le nombre de chevaux et poneys sans papiers utilisés par des centres équestres et des particuliers dans les loisirs, les Haras nationaux ont créé les « qualifications loisir », initiative qui n'a pas rencontré le succès escompté.
Dans ce pays, les chevaux sans papiers sont désormais désignés par deux sigles : « origines non constatées » (ONC) quand les parents sont inconnus, et « origines constatées » (OC) lorsqu'ils sont connus, même si l'étalon n'est pas approuvé à la reproduction. Le registre OC est tenu par les Haras nationaux. Il est dédié aux équidés domestiques (cheval, poney et âne) nés en France à compter du 1er janvier 2007, non inscriptibles à un autre studbook ou registre. Les chevaux OC sont souvent issus du croisement entre deux reproducteurs de types différents, par exemple d'un étalon d'une race de cheval de selle reconnue avec un poney ; ou alors de la saillie d'un étalon non approuvé. La naissance doit être déclarée et le signalement relevé sous la mère avant le 31 décembre de l'année de naissance. Le poulain fait l’objet d’un contrôle de filiation compatible par génotype. Auparavant, les chevaux ONC et OC étaient désignés par le sigle OI, soit « origines inconnues ».

## Utilisations

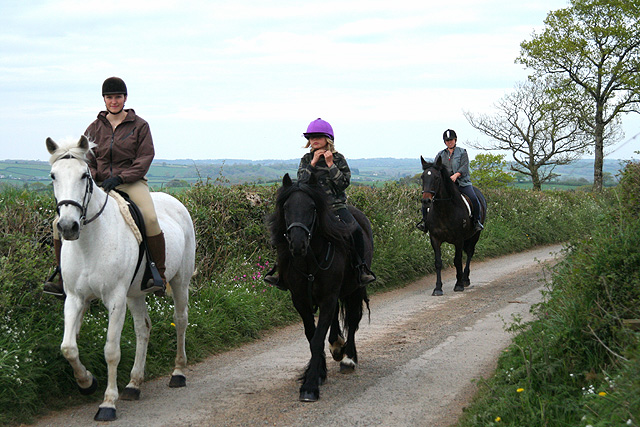
Une grande part des chevaux d'instruction et de loisir sont sans papiers.

Les chevaux « sans papiers » sont généralement rustiques et beaucoup moins chers à l'achat que les animaux de race avec papiers, par contre, ils sont limités pour l'accès aux compétitions. En France, les chevaux ONC ne sont autorisés que dans les compétitions de niveau « club, ». Aux États-Unis, ils sont moins limités puisque les compétitions de dressage, d'attelage et de reining leur sont ouvertes. Ils ne peuvent par contre pas participer aux exhibitions de type « show » de race ni aux courses hippiques. Un grand nombre de meneurs d'attelages américains (en particulier d'attelages à quatre) choisissent des équipages de chevaux sans papiers afin de se fournir en animaux de qualité pour moins cher, par exemple en prenant un croisement entre un cheval de trait et un cheval de selle. Les chevaux de trait ou demi-trait sans papiers sont particulièrement fréquents parmi les communautés qui continuent à recourir à la traction animale dans les pays développés, comme les mennonites. C'est également le cas parmi les communautés européennes nomades, comme celle des Gitans parmi lesquels la tradition orale prévaut pour connaître l'origine des chevaux.
Les « sans papiers » peuvent faire d'excellents chevaux de loisir, en particulier pour la randonnée. Certains des meilleurs chevaux mondiaux de randonnée au long cours sont sans papiers. L'acquisition d'un tel animal est généralement conseillée pour des particuliers qui recherchent un cheval « de compagnie » et ne souhaitent pas pratiquer de haute compétition, notamment s'ils sont encore relativement novices dans le domaine équestre. Aux États-Unis, les chevaux sans papiers sont majoritairement acquis pour les loisirs. Ils forment une large part des chevaux présents dans les ranches et les centres équestres, pour le travail du bétail et pour l'endurance. En France également, les poneys et double-poneys sans papiers sont l'une des deux grandes sources d'approvisionnement des centres équestres, avec les chevaux réformés du hippisme. Les poneys « type Shetland » sans papiers sont particulièrement nombreux dans les poneys clubs.
Il arrive qu'un cheval sans papiers devienne un champion sportif international, s'il présente des dispositions exceptionnelles pour un sport équestre donné. C'est le cas de Snowman, surnommé « le champion à 80 dollars », un cheval de travail sans papiers destiné à l'abattoir, devenu célèbre grâce à ses prouesses en saut d'obstacles dans les années 1950. Un cheval sans papiers doué d'une aptitude exceptionnelle peut atteindre une valeur marchande conséquente.

## Diffusion de l'élevage

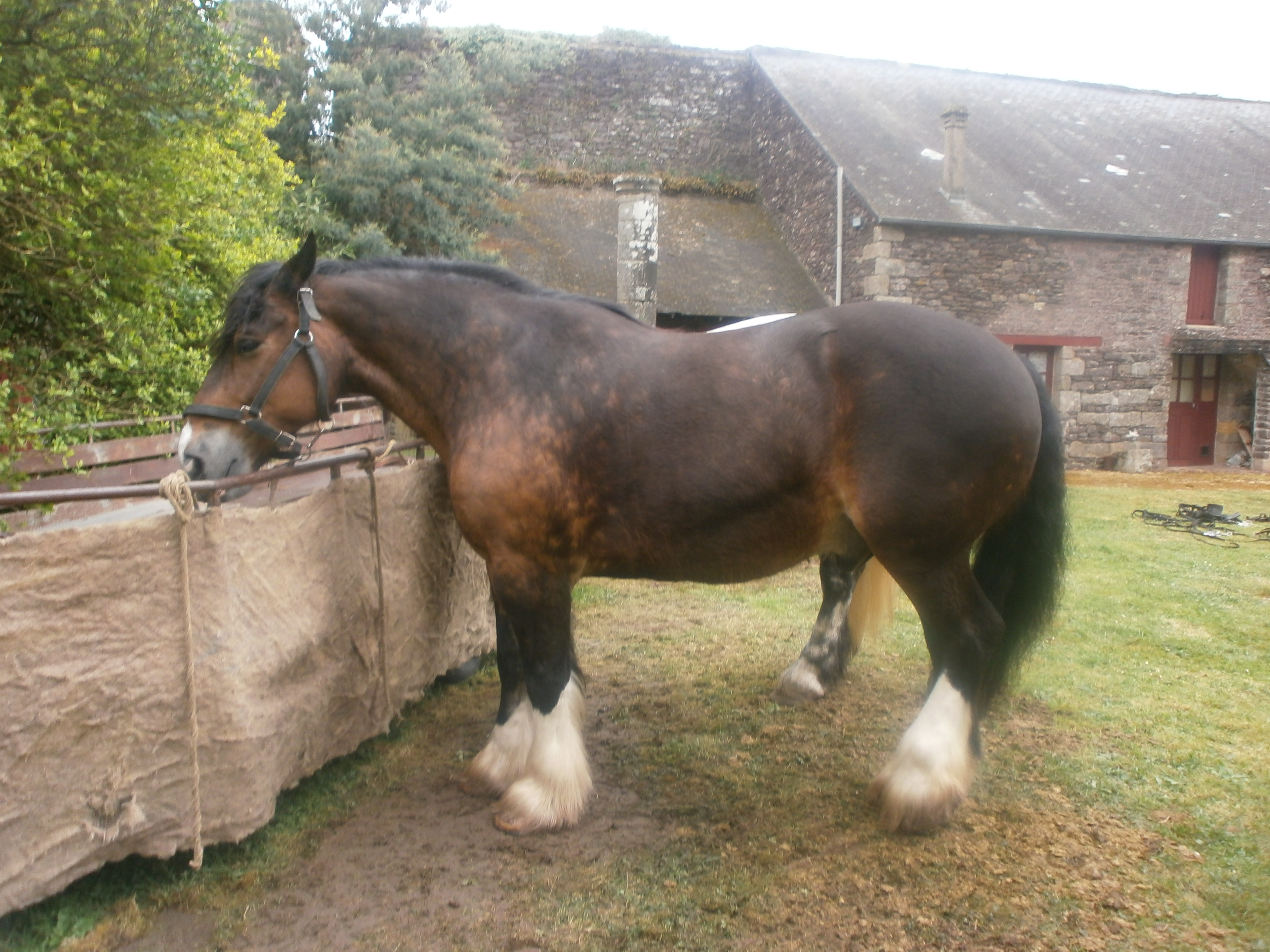
Cheval « Origines constatées » issu d'un croisement entre une jument bretonne et un étalon Shire.

L'élevage des chevaux et poneys sans papiers est variable selon les pays du monde : dans certains pays, l'élevage de chevaux sans utilisation de documents d'identification officiels est la norme. Aux États-Unis, commencer un tel élevage est généralement déconseillé et de ce fait, les sans papiers sont relativement absents des élevages en raison de la valeur moindre des poulains obtenus. La situation est très différente en France, où la fermeture de nombreux studbooks de races envers les chevaux de couleur a entraîné une multiplication des élevages de chevaux OC issus de croisements entre diverses races, sélectionnés uniquement sur leur couleur. En Espagne, un grand nombre de poneys sans papiers élevés de manière extensive sont exportés vers la France, où ils sont vendus dans des foires et acquis majoritairement par des centres équestres.

## Problèmes posés par les chevaux sans papiers
La présence de chevaux sans papiers pose des problèmes évidents de droit et de traçabilité. En cas de vente, un litige peut survenir entre le vendeur et l'acquéreur, dans le cas où le cheval est vendu pour plus jeune qu'il n'est réellement, ou lorsque le vendeur tente de faire passer l'animal pour un représentant d'une race à la mode. En France, l'acheteur a la possibilité de se retourner contre le vendeur pour cause de dol et le vendeur a l'obligation légale de remettre les papiers (document d'identification, certificat d'enregistrement et carte d'immatriculation) de l'animal à l'acquéreur. D'autres problèmes se posent en cas d'abattage de l'animal, l'absence de tout document ne permettant pas de connaître les éventuels traitements médicamenteux qui ont été administrés au cheval au cours de sa vie. Certaines substances sont en effet interdites dans l'alimentation humaine. En Europe, l'abattage d'un cheval sans papier est interdit pour l'alimentation humaine, par précaution. En cas de vol, l'absence de documents d'identification ne permet pas de prouver la propriété de l'animal, et donc de le restituer à son propriétaire. Pour lutter contre ces problèmes, certains pays comme la France ont rendu obligatoire l'identification de tous les chevaux présents sur leur territoire (depuis 2008). Des contrôles sont réalisés inopinément en France depuis 2015. Le propriétaire d'un cheval sans papiers non-identifié risque une contravention.

## Dans la culture
Le roman Un cheval sans papiers de Gisèle Bienne met en scène un vieux cheval noir sans papiers au sein d'une « histoire animalière toute simple ». C'est également le cas du roman jeunesse Simaga, le cheval sans papiers, de Muriel Diallo, qui raconte l'histoire d'un poulain noir. Dans son roman-témoignage Un château en Cévennes, Jacqueline Lefèvre parle d'un maquignon qui a fait passer un cheval Camargue pour un Lipizzan sans papiers.

### Note
1. ↑  Version originale : the eighty-dollar champion.

### références
1. 1 2  Delylle 2014, p. 172.
2. 1 2  Blakely 1981, p. 129.
3. ↑  (en) Steven D. Price, « Grades », dans The Whole Horse Catalog: The Complete Guide to Buying, Stabling and Stable Management, Equine Health, Tack, Rider Apparel, Equestrian Activities and Organizations... and Everything Else a Horse Owner and Rider Will Ever Need, Simon and Schuster, 1998 (ISBN 0684839954 et 9780684839950), p. 17.
4. 1 2 3  Damerow et Rice 2008, p. 74.
5. ↑  Voir entre autres exemples Amélie Tsaag Valren, « Dolmen an Amzer Vrao, un poulain breton privé de ses papiers », 7Seizh, 24 septembre 2013 (consulté le 15 août 2015) et Amélie Tsaag Valren, « Dolmen, l’adorable phénomène », Cheval Savoir, no 46,‎ septembre 2013.
6. 1 2  Pavia et Posnikoff 2011, p. 49.
7. ↑  Blakely 1981, p. 128.
8. 1 2  Bataille 2007, p. 17-18.
9. ↑  « La reconnaissance du poulain d'origine constatée », Haras nationaux (consulté le 15 août 2015).
10. 1 2  « L'identification des équidés », Haras nationaux (consulté le 15 août 2015).
11. ↑  « Équidé d'origine non constatée », Haras nationaux (consulté le 15 août 2015).
12. ↑  Delylle 2014, p. 173.
13. 1 2  Parker 2012, p. 177.
14. ↑  Damerow et Rice 2008, p. 75.
15. ↑  (en) Fran Lynghaug, The Official Horse Breeds Standards Guide: The Complete Guide to the Standards of All North American Equine Breed Associations, Voyageur Press, 2009 (ISBN 0-7603-3499-4, lire en ligne), p. 383.
16. ↑  Julie Deutsch, Débuter l'équitation, Éditions Artemis, coll. « Les Équiguides », 2006 (ISBN 2844163408 et 9782844163400), p. 119.
17. 1 2  (en) Valerie Mellema, Horses 101: The Complete Guide to Buying & Caring for Your Horse, Gray Horse Publishing, 2014 (lire en ligne), p. 38.
18. ↑  (en) Marty Marth, Florida Horse Owner's Field Guide, Pineapple Press Inc, 1998 (ISBN 1561641545 et 9781561641543), p. 20.
19. 1 2  (en) J. Warren Evans, Horses: A Guide to Selection, Care, and Enjoyment, Macmillan, 2000, 3e éd. (ISBN 1429934581 et 9781429934589, lire en ligne), p. 59.
20. ↑  Bataille 2007, p. 16.
21. ↑  Bataille 2007, p. 18.
22. ↑  (en) Elizabeth Letts, The Eighty-Dollar Champion: Snowman, The Horse That Inspired a Nation, Ballantine Books, 29 mai 2012, 368 p. (ISBN 0345521099 et 978-0345521095).
23. ↑  Amélie Tsaag-Valren, « Élevage : la couleur à tout prix ? », Cheval Savoir, no 60,‎ février 2015 (lire en ligne).
24. ↑  Manuel Carius, « Cas pratique : sans papiers, mais pas sans âge ! », dans Le droit du cheval et de l'équitation, France Agricole Éditions, 2005 (ISBN 2855571278 et 9782855571270), p. 80-81.
25. ↑  « Quelles démarches pour un nouveau propriétaire d'équidé ? », Haras nationaux (consulté le 16 août 2015).
26. ↑  Gisèle Bienne, Un cheval sans papiers, L'école des loisirs, coll. « Médium », 2005 (ISBN 9782211078658).
27. ↑  « Un cheval sans papiers », Ricochet-Jeunes.org (consulté le 16 août 2015).
28. ↑  Muriel Diallo, Simaga, le cheval sans papiers, Vents d'ailleurs, 32 p. (ISBN 978-2-911412-55-4).
29. ↑  Jacqueline Lefèvre, Un château en Cévennes, JC Lattès, coll. « Essais et documents », 2008 (ISBN 270963306X et 9782709633062), Chap. Marcassagues : la découverte.